# ヨハネス・クヌッセン
ヨハネス・クヌッセン（Johannes Knudsen, 1917年12月22日 - 1957年2月10日）は、デンマーク・フレゼリクスハウン出身の船員。和歌山県日ノ御埼沖での海難救助活動中に殉難した。その勇敢な行動は顕彰され、日本とデンマークの友好と交流の象徴として語られる。

## 遭難

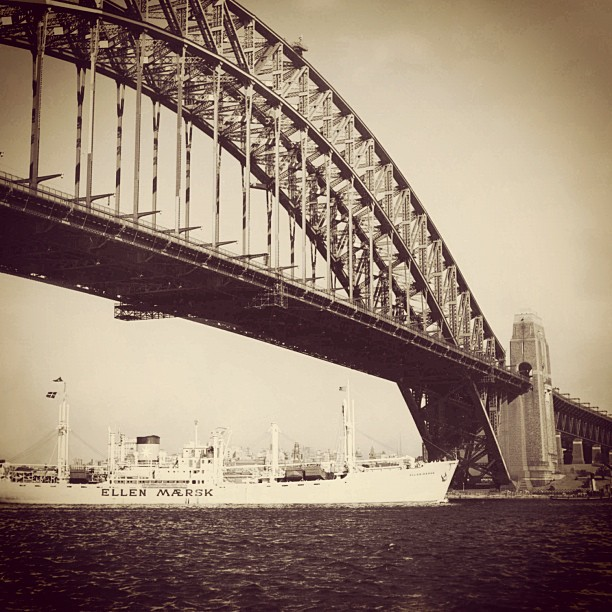
エレン・マークス号

1957年2月10日午後9時40分頃、名古屋港から神戸港へ向かっていた、デンマークの海運会社マースク社所属の貨物船エレン・マースク号（Ellen Maersk）は、和歌山県日ノ御埼沖の紀伊水道を航行中、徳島県浅川の機帆船（木材運搬船）「高砂丸」が炎上しているのに遭遇した。風速20mを越える強風の中、エレン・マースク号は「高砂丸」乗組員の救助作業に当たった。エレン・マースク号は救命艇を下して高砂丸船長を救出するものの、力尽きた高砂丸船長はエレン・マースク号の縄梯子から海中に転落した。エレン・マースク号に機関長として乗り組んでいたクヌッセンは、高砂丸船長を救うべく海中に飛び込んだが、そのまま波間に没した。翌朝クヌッセンは、エレン・マースク号の救命艇とともに、和歌山県日高町田杭地区（日ノ御埼の北側にあたる）の浜に遺体となって打ち上げられた（39歳没）。
この海難事故では、高砂丸の船員3名全員とクヌッセンの4名が犠牲となった。

## 顕彰
日本の船員を救おうとして殉難したクヌッセンの行動は、当時の日本で大きな話題となり、日本政府は勲五等双光旭日章を贈った。

### 和歌山県

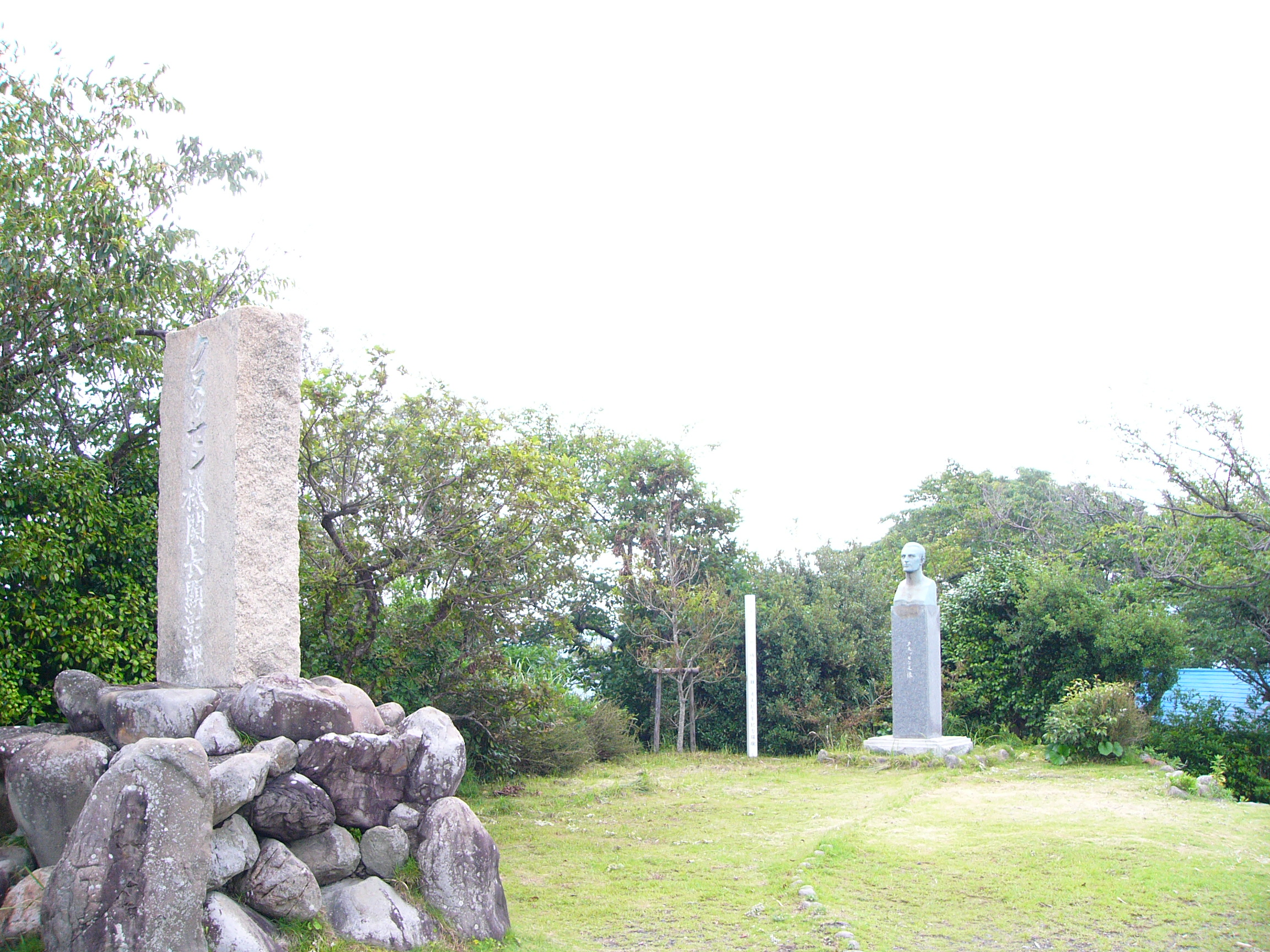
日の岬パーク（和歌山県）の「クヌッセンの丘」にある顕彰碑と胸像

事故の翌1958年には、事故現場を望む紀伊日ノ御埼灯台付近の日の岬パーク（美浜町）内に「クヌッセン機関長顕彰碑」が建てられた。また、1962年には関西デンマーク協会の呼びかけによる義捐金で胸像が建てられている。顕彰碑・胸像のある一角は、「クヌッセンの丘」と呼ばれている。毎年2月には、地元のヨハネス・クヌッセン遺徳顕彰会による慰霊献花式が行われている。
遺体が打ち上げられた日高町阿尾田杭には「クヌッセン機関長遺骸発見の地」と記された供養塔が建てられ、その傍らの保管庫には救命艇が保存されて、地区の人々によって守られてきた。2012年には県道拡幅工事に伴い、保管庫を新築移転している。
和歌山県では、クヌッセンの勇敢な行動と無私の人類愛を讃える歌が2つ作られ、郷土史の副読本等で語られるなど知名度が高い。2002年、サッカー・ワールドカップの日韓共催大会では、デンマーク代表が和歌山市でキャンプを行ったこともあり、クヌッセンの縁が想起された。

### 徳島県
高砂丸の母港だった徳島県海南町浅川（現：海陽町）でも、1959年に海南町が頌徳碑を建立している。現在浅川漁村センターにあるこの碑は、地元の浅川小学校（2011年閉校）の児童によって清掃と献花が行われていた。

### デンマーク
2007年には海難後50年を記念し、郷里フレゼリクスハウンのバングスボー博物館内の海事博物館にクヌッセン機関長記念コーナーが設けられた。